# Carl Sandblom
Carl Gustav Sandblom (* 21. August 1908 in Oslo, Norwegen; † 1. Juni 1984 in Nizza, Frankreich) war ein schwedischer Segler.

## Werdegang
Carl Sandblom, der Mitglied im Kungliga Svenska Segelsällskapet war, gewann bei den Olympischen Spielen 1928 in Amsterdam in der 8-Meter-Klasse die Bronzemedaille. Er war Crewmitglied der Sylvia, die in sieben Wettfahrten zwei Siege einfuhr und damit hinter dem französischen Boot L’Aile VI und den Niederländern auf der Hollandia Dritte wurde. Die Schweden wurden mit der Sylvia zwar ebenso wie die Niederländer zweimal Erste und erreichten wie die Hollandia auch zweimal den zweiten Platz, ausschlaggebend für die Platzierung war aber letztlich die Anzahl der dritten Plätze, die sich bei der Hollandia auf dreimal belief, bei der Sylvia dagegen nur auf einmal. Zur Crew der von Skipper Clarence Hammar angeführten Sylvia gehörten außerdem sein Vater John Sandblom und sein Bruder Philip Sandblom sowie Tore Holm und Wilhelm Törsleff.
Sandblom war Rechtsanwalt. Er war als Lehrer für Handelsrecht und mehrere Jahre für die Staatsanwaltschaft tätig. Von 1953 bis 1968 bekleidete Sandblom das Amt des Bürgermeisters in Nyköping.